# Galaxy: The Prettiest Star
Galaxy: The Prettiest Star es una novela gráfica escrita por Jadzia Axelrod e ilustrada por Jess Taylor. La novela fue publicada por DC Comics el 17 de mayo de 2022. Cuenta la historia de Galaxy, una princesa alienígena adolescente, que se ve obligada a esconderse en la Tierra cuando su planeta natal es conquistado. Para esconderse de sus enemigos, Galaxy usa tecnología alienígena para presentarse como un niño humano.

## Trasfondo
Jadzia Axelrod presentó por primera vez varias ideas a DC Comics cuando la empresa se acercó a ella a través de su agente. Según Axelrod, estaban buscando "escritores que estuvieran familiarizados con los personajes estables de DC, pero que tuvieran un punto de vista inusual", y uno de los conceptos que presentó fue sobre el personaje que luego se convertiría en Galaxy.
A DC Comics le gustó la idea de Axelrod y la hizo trabajar en un guion con Sara Miller, su editora de contenido para adultos jóvenes. Después de finalizar el guion, Miller se lo mostró a Jess Taylor, quien "al instante se enamoró" de él.
La idea de Axelrod para Galaxy surgió de su deseo de contar una historia en la que el personaje no fuera "metafóricamente queer o metafóricamente trans", sino abiertamente queer y transgénero. Dado que ella transicionó de forma más tardía en su vida, Axelrod tuvo que investigar historias y narrativas de adolescentes trans.

## Recepción
Publishers Weekly le dio a la novela una reseña destacada, en la que la llaman una "novela gráfica vulnerable y estimulante sobre la identidad de género". También comentaron sobre la ilustración de Taylor, destacando el uso de "líneas nítidas y colores vívidos y fluidos" para combinar con la atmósfera de la historia y sus personajes. El crítico también elogió la escritura de Axelrod al describir la experiencia de ser transgénero.
Kirkus Reviews también elogió el arte, diciendo que "presenta figuras expresivas resaltadas contra fondos abstractos" y terminó llamando a Galaxy una "alegoría fantástica que se presta bien al medio de la novela gráfica".
Escribiendo para The Booklist, Peter Blenski dice que, aunque la novela inicialmente "sigue un formato clásico YA", la alegoría de Galaxy "sirve como un giro fresco y reflexivo en las historias trans". Blenski señaló que el arte agregó "algo de humor" a la novela, lo que ayudó durante los momentos que tratan temas más pesados, como la ideación suicida. En una reseña publicada en Comic Book Resources, Ben Bishop habló sobre cómo usar el poder para cambiar de forma ahora es un tropo común para las historias sobre personas transgénero, pero elogió la versión de Axelrod y dijo: "Galaxy es una alegoría trans completamente diferente y una que es mucho más precisa para la experiencia trans que historias similares".